# Tacabro
Tacabro è un trio musicale formato dai produttori e dj italiani nati a Catania, Mario Romano e Salvatore Sapienza (1981) e il cantante cubano Ruly MC.
Inizialmente conosciuti come Romano & Sapienza, nel corso del 2012, a seguito del successo del loro singolo Tacatà, il gruppo cambia nome in Tacabro.

## Storia
Mario e Salvo iniziano a lavorare come DJ nei night club della movida catanese e, nell'estate del 2008, decidono di dare vita al duo conosciuto inizialmente come Romano & Sapienza, specializzandosi in brani musicali di genere electro/tribal. Il loro debutto con questo nome avviene nel 2008 con il singolo Judas Brass, pubblicato dalla Hollister Records. A consolidare la loro popolarità nei club notturni di Catania contribuiscono le hit Mujeres e I Like Reggaeton, che includono voce e testi dell’artista Ruly Rodriguez.
Il duo raggiunge il successo internazionale con il singolo Tacatà, pubblicato in Italia nel gennaio 2012 sotto il nome "Romano & Sapienza featuring Rodriguez". Sull'onda del successo, il brano viene accompagnato da un nuovo videoclip e rilanciato con il nome Tacabro, trasformandosi in un successo internazionale che ottiene dischi d’oro e di platino in molti Paesi europei, tra cui Italia, Austria, Germania, Svizzera, Francia, Belgio, Polonia e Danimarca.
Nel dicembre 2012 i Tacabro pubblicano il loro primo album, Ritmo de la Calle, con Universal Music, che include 15 brani, tra cui Tacatà e una versione remix dello stesso. Il primo singolo estratto dall’album è Asi Asi.
Segue nel 2013, insieme al duo brasiliano Pado Grau e all’orchestra Bagutti, l'uscita del singolo Tic Tic Tac.
Nel 2014, grazie alla collaborazione con DJ Matrix e il vocal di Kenny Ray, i Tacabro realizzano il brano I Love Girls.

## Discografia

### Singoli
- 2008 - Judas Brass (come Romano & Sapienza)
- 2011 - Mujeres (come Romano & Sapienza, feat. Ruly MC)
- 2011 - I Like Reggaeton (come Romano & Sapienza, feat. Ruly MC)
- 2012 - Tacatà (inizialmente come Romano & Sapienza, poi come Tacabro feat. Rodriguez)
- 2012 - Asi Asi (come Tacabro)
- 2013 - Call me (Romano & Sapienza, feat. Kristine)
- 2013 - Tic tic tac (Tacabro feat. Prado-Grau vs. Orchestra Bagutti)
- 2014 - I Love Girls (Tacabro vs. Dj Matrix feat. Kenny Ray)

### Album
- 2012 - Ritmo de la Calle